# Waita Uziga
Waita Uziga (氏賀Ｙ太 Ujiga Waita?) es un mangaka japonés, muy bien conocido por cierta comunidad por ser un artista destacado en el chocante estilo de manga conocido como ero-guro. Su página personal contiene muchos de sus trabajos, además de una advertencia sobre su fuerte contenido en la primera página. Ganó cierto grado de fama en Futaba y recientemente en los tablones de imágenes de 4chan. En japonés, la frase uji ga waita significa "las larvas han secretado hacia adelante" aunque esto se podría escribir con kanjis diferentes a los que él usa para su nombre. 
Comenzó su carrera en 1991, bajo el seudónimo de Miichi Furuba.

## Mangas publicados
Ha realizado varias colaboraciones con otros mangakas del género.
Los mangas que ha publicado hasta la fecha son:
- Shoujo Kaibou Gakkai (少女解剖学会) 2014-01-01
- Prison Island (淫虐監獄島) 2007
- The Death Panda (巫女と野獣 - Miko to Yajuu) - 2006-08-26
- Flying Girl (フライングガール) 2006
- True Modern Stories of the Bizarre (真・現代猟奇伝 - Makoto Gendai Ryouki Ten?) - 2004-09-25
- High School Girl in Concrete (真・現代猟奇伝 - Shin Gendai Ryoukiden) - 2004-09-25
- Mai-chan's Everyday Life (まいちゃんの日常 - Mai-chan no Nichijou) - 2004-01-01; el manga tuvo un a película de acción real que fue estrenada en 2014.[1]
- Hell Season (地獄の季節 ―グロリズム宣言― - Jigoku no Kisetsu: Gurolism Sengen) 2003-12-31
- GAME OVER - 2003-02-24
- Dismantling a New Book, Y-Style (Y式解体新書 - Y Shiki Kaitai Shinsho) - 2002-11-01~ 2005-05-21
- Death Face, (デスフェイス - Desu Feisu) - 2002-09-06
- In a Quagmire (泥濘の中 - Nukarumi no Naka) - 2002-04-19
- Bizarre Picture Book (毒どく猟奇図鑑 - Doku Doku Ryouki Zukan) - 1999-05-21

## Estilo
Waita a menudo inyecta el humor negro en sus historias para compensar su propia violencia extrema.
Suele utilizar un estilo simple de dibujo en primera instancia, que contrasta con el detalle y modo explícito a la hora de ilustrar escenas sangrientas o sexuales, generando mayor impacto en el lector. Centra la narrativa en la violencia.